# Mouchette (ornement)
Pour les articles homonymes, voir Mouchette.

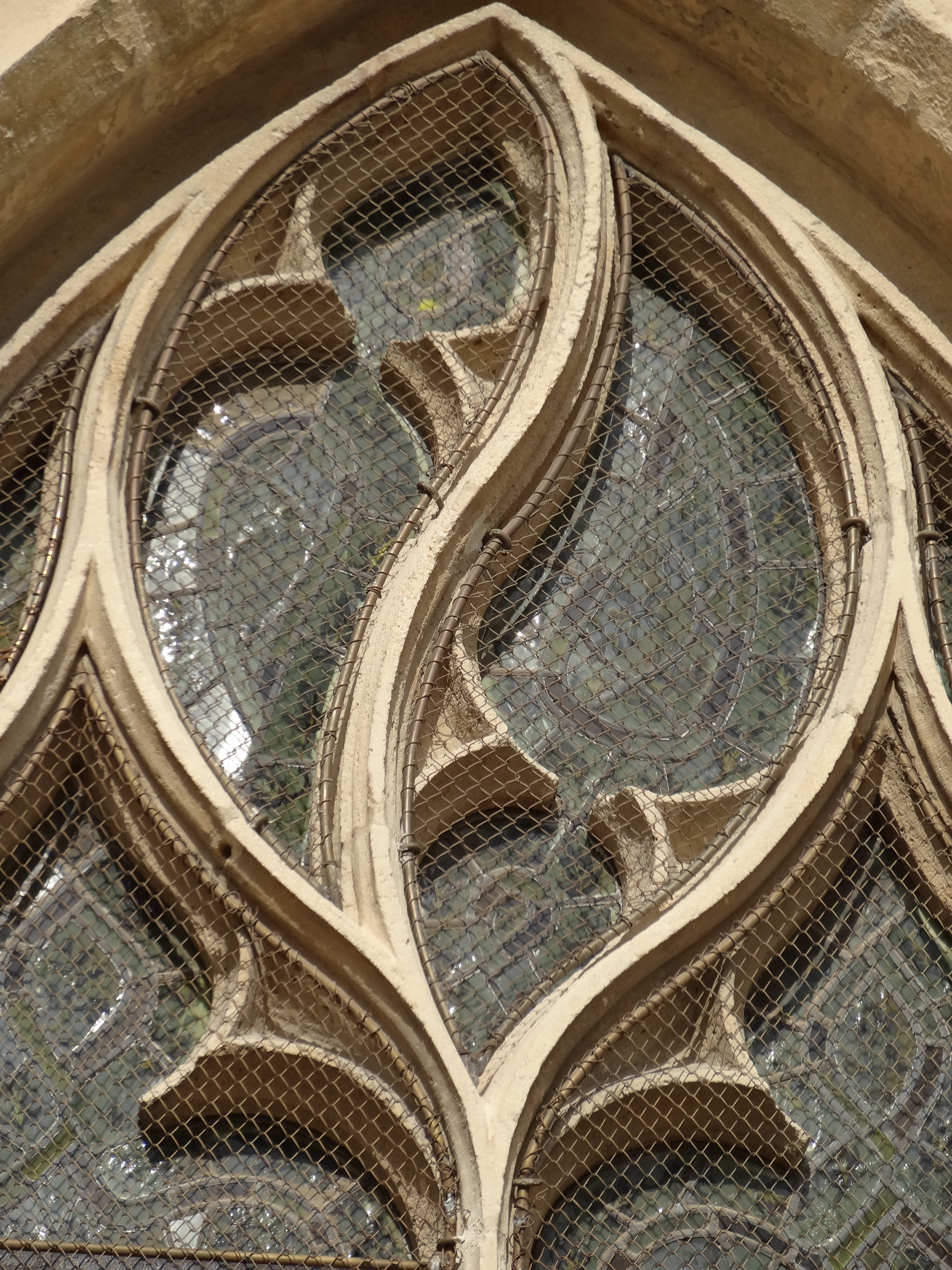
Mouchettes tête-bêche au-dessus des lobes supérieurs de deux lancettes trilobées.

La mouchette est un élément de décor ajouré souvent garni d'un vitrail dans le réseau d'une fenêtre dont les nervures de pierre évoquent des flammes. Il est très utilisé dans l'architecture gothique de la fin du Moyen Âge.

## Définition
La mouchette est une forme asymétrique, évoquant une flamme. Cette forme caractéristique du gothique flamboyant est apparue au XIVe siècle. La mouchette est souvent complémentaire du soufflet dont elle épouse le contour,.
L'ensemble formé par les assemblages de soufflets, de mouchettes et d'autres éléments est structuré par le remplage et forme généralement, soit la partie haute d'une verrière en lancette, dite « réseau », soit une rosace.
Certaines mouchettes se terminent en pointe des deux côtés tandis que d'autres ont un côté arrondi. Elles décorent le réseau des baies du gothique flamboyant mais envahissent aussi les gâbles, les balustrades et autres.

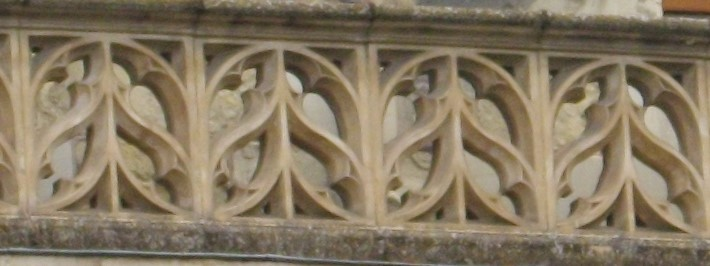
Mouchettes aux formes en lancette de chaque côté.
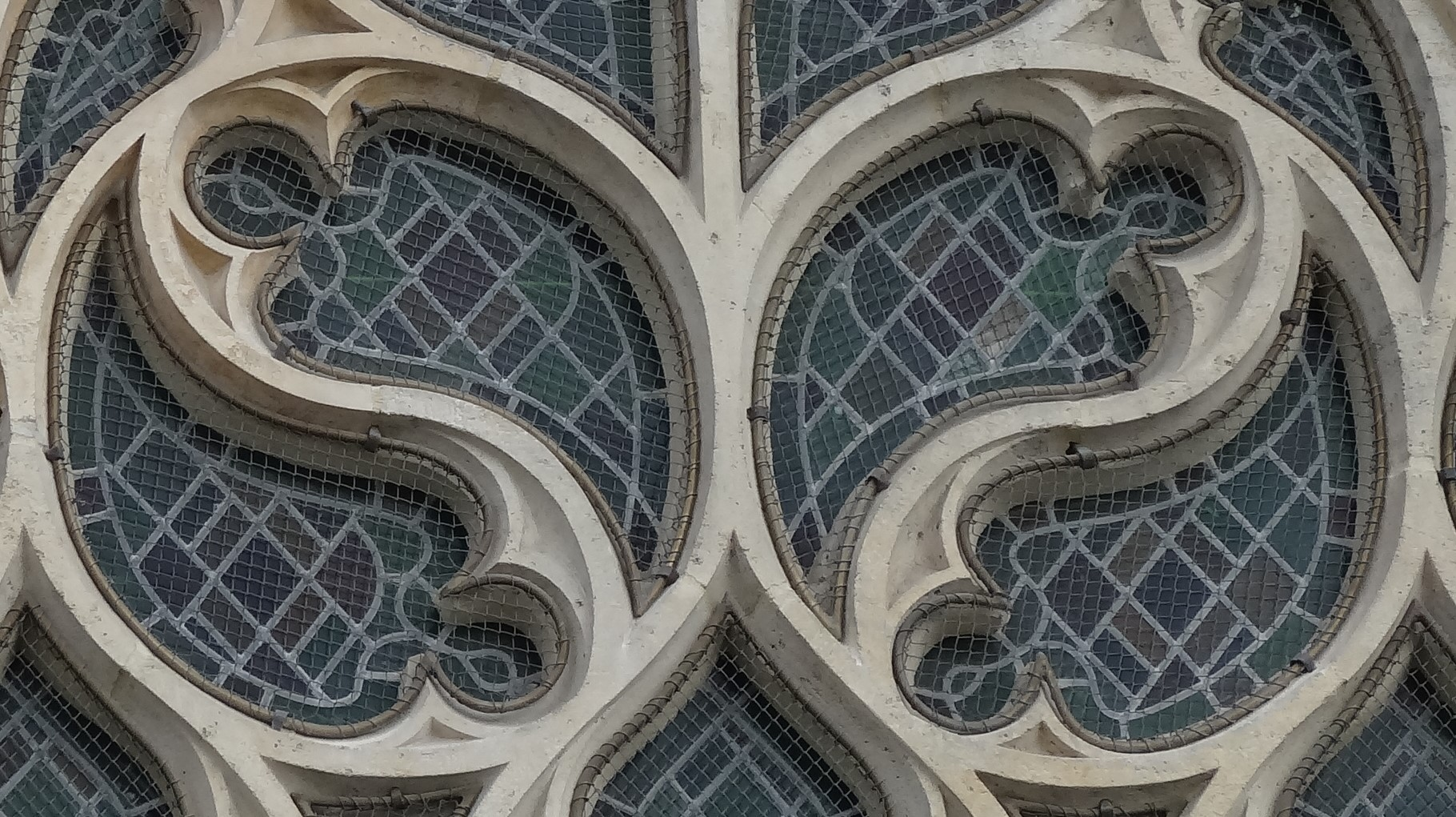
Mouchettes arrondies d'un côté.

## Historique
Les mouchettes font leur première apparition dans l'architecture en Angleterre avec le style curvilinéaire déjà annoncé dès la fin du XIIIe siècle, par exemple dans la salle du chapitre de la cathédrale de York où l'on aperçoit deux timides mouchettes,. Elles se répandent ensuite à profusion dans les églises et cathédrales du XIVe siècle avant la lente progression du style perpendiculaire qui revient à des lignes beaucoup plus verticales et plus austères.

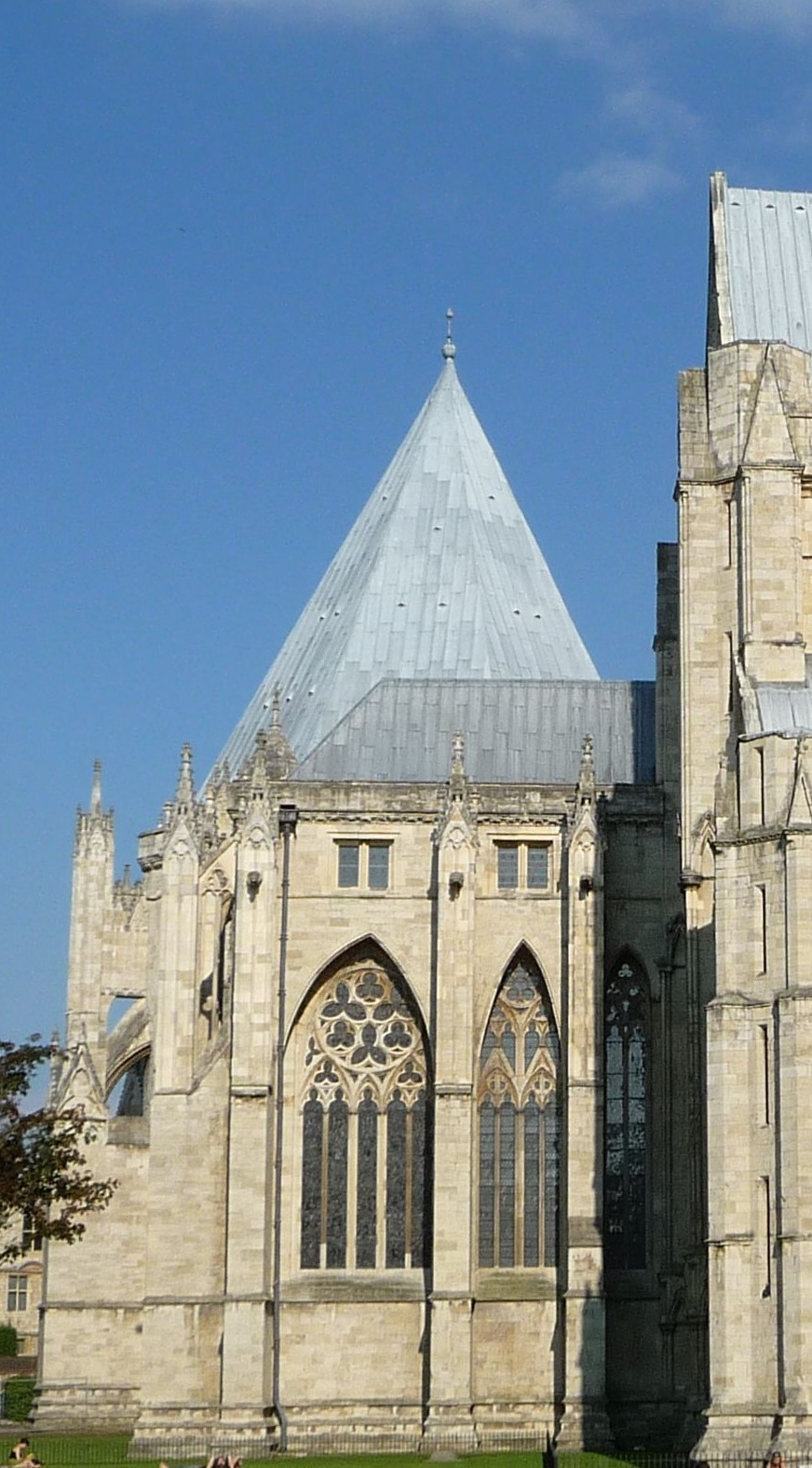
XIIIe siècle deux des premières mouchettes, salle du chapitre ; cathédrale d'York.
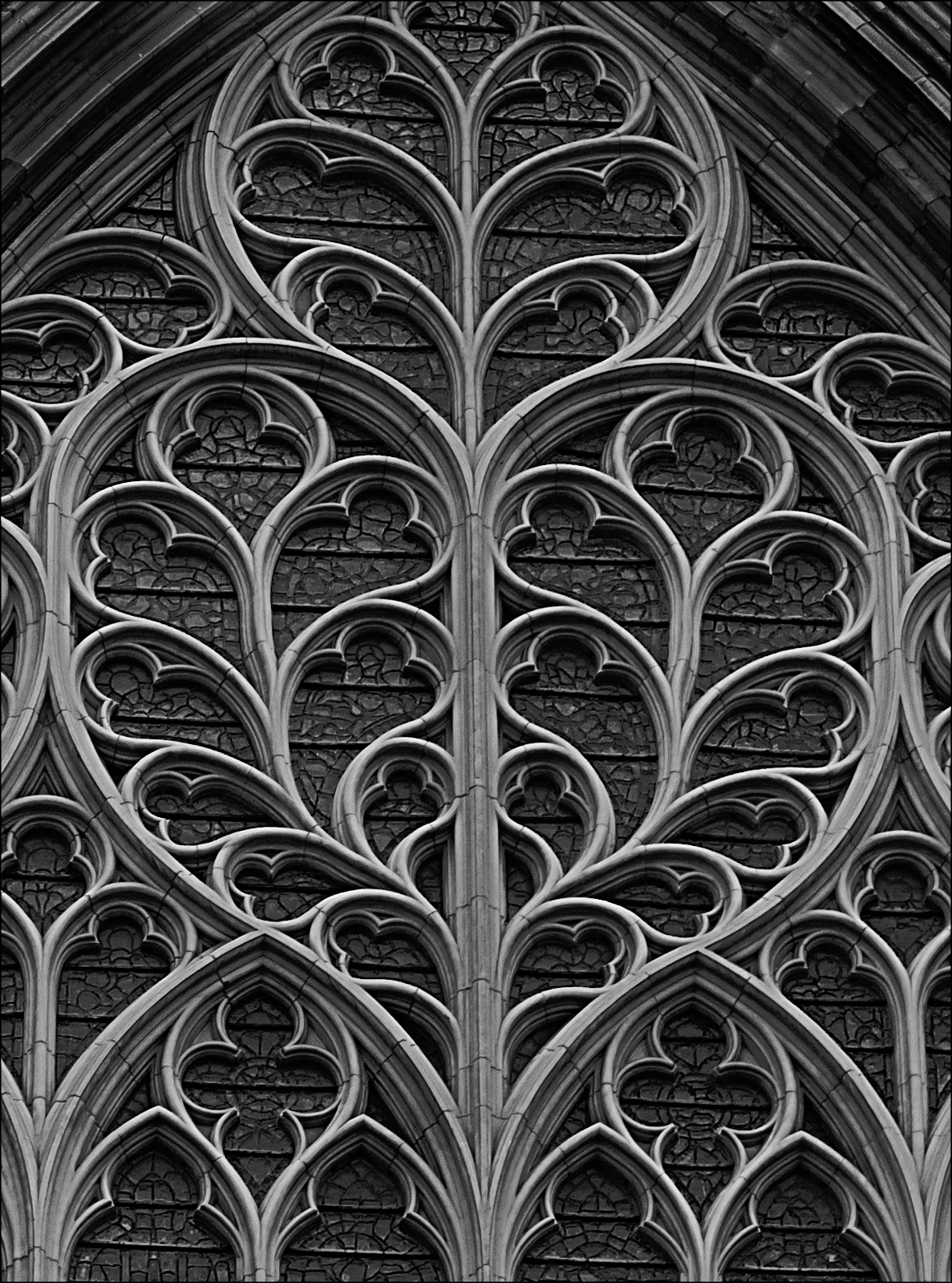
XIVe siècle, Heart of Yorkshire, façade ouest de la cathédrale d'York.
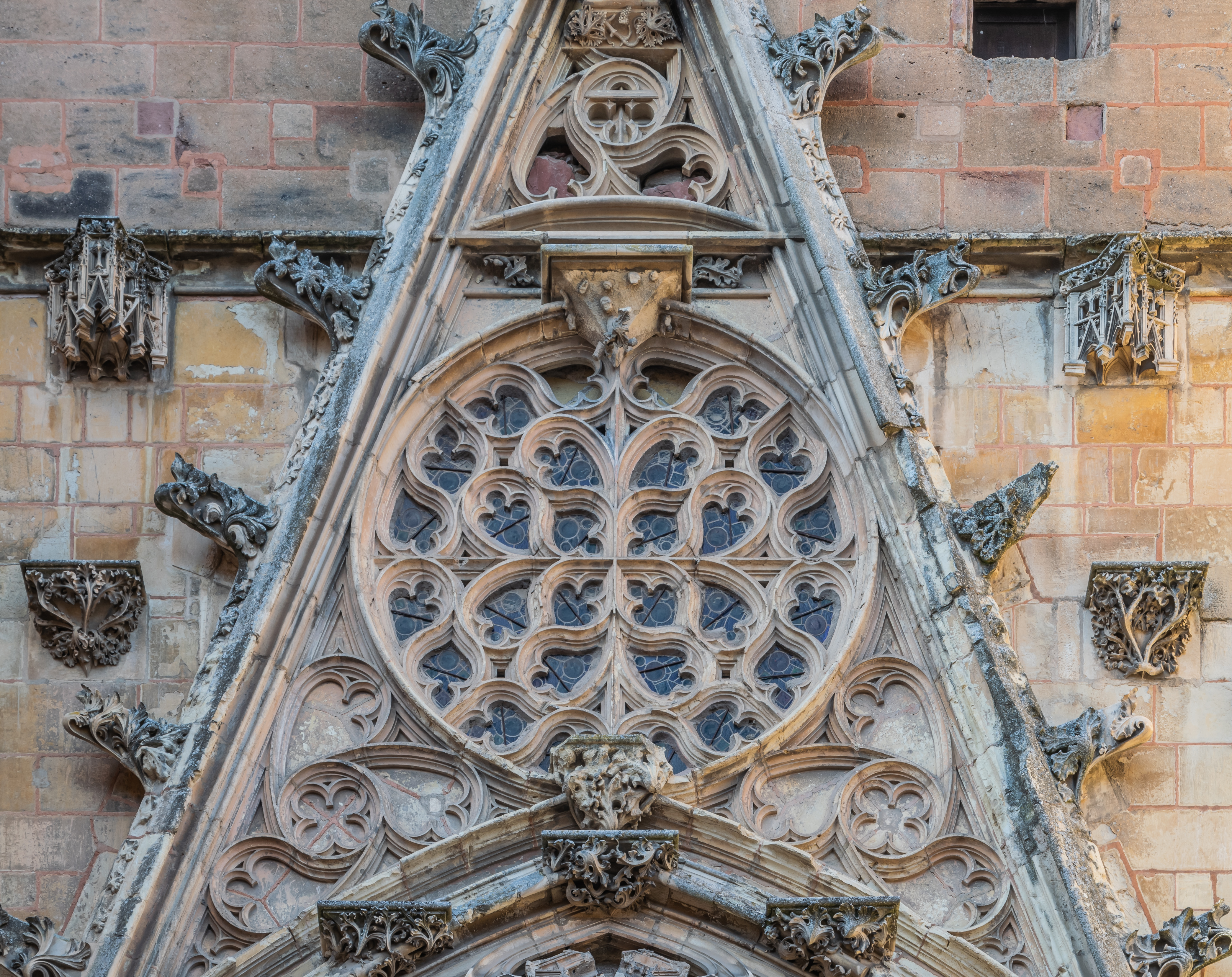
Début du XVe siècle, bras sud du transept de la cathédrale de Rodez.
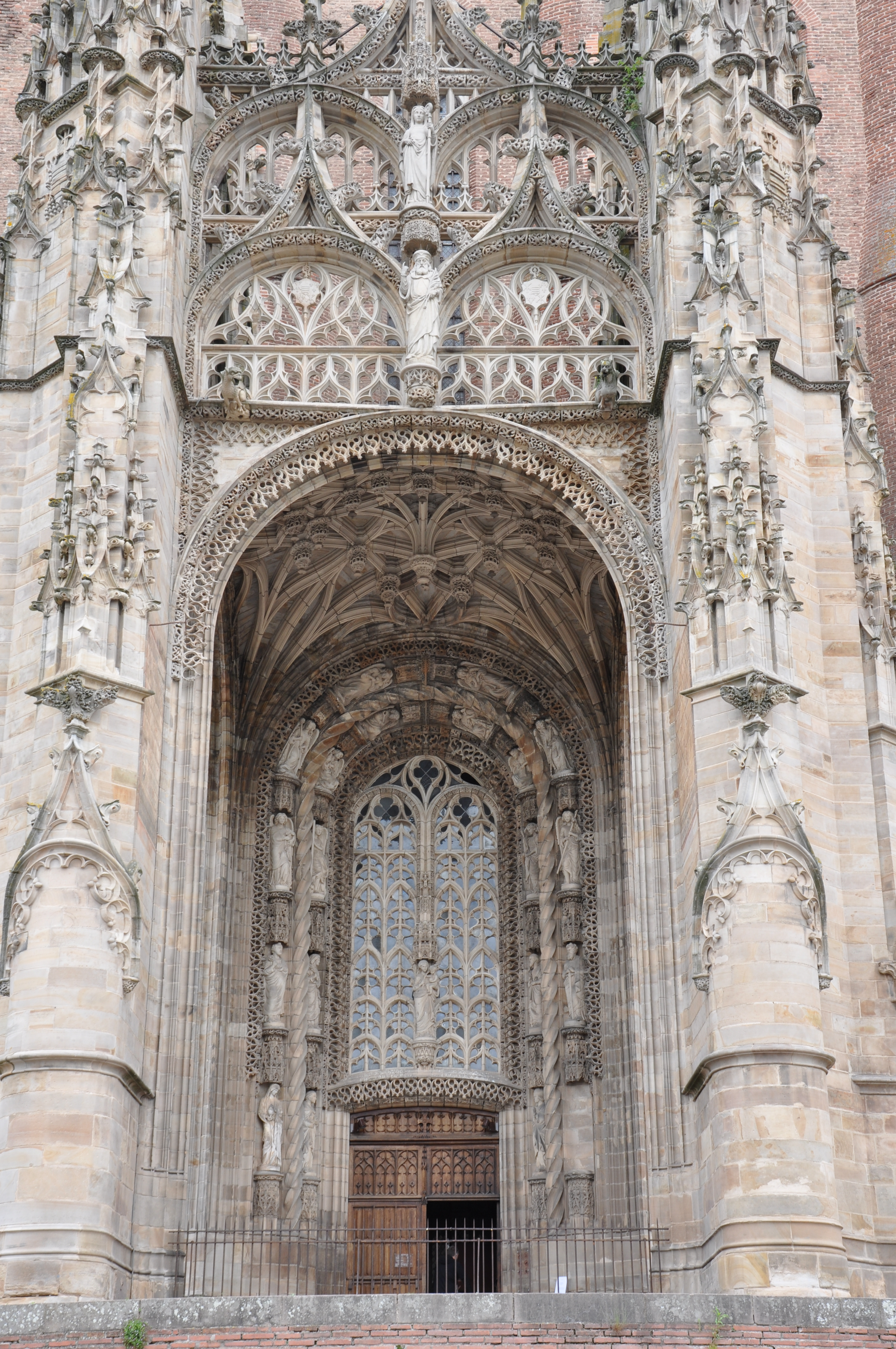
XVIe siècle, mouchettes sculptées dans le bois de la porte, en décor presque exclusif de la fenêtre et dans une partie de la rambarde du baldaquin.

En France, les premières mouchettes se manifestent discrètement dès le début du XIVe siècle dans quelques monuments. Elles commencent à s'affirmer dans la cathédrale de Rouen, sur la rose du portail occidental exécutée par Jean Périer de 1375 à 1380, à Amiens dans les chapelles construites par Jean de La Grange. Au XVe siècle, elles envahissent les portails et les réseaux des fenêtres et notamment des roses des monuments religieuxà tel point qu'elles inspirent, par leur ressemblance à des flammes, l'invention en 1830 du terme gothique flamboyant, car elles en sont la principale caractéristique. On les retrouve même jusqu'au XVIe siècle.

## Fonction
D'après Anthyme Saint-Paul les formes tourmentées des soufflets et des mouchettes n'auraient pas qu'une fonction décorative, ce que confirment Eugène Viollet-le-Duc et Robert de Lasteyrie  : le jeu des courbes et contre-courbes permet de répartir les lignes de force et d'exercer des pressions verticales contrebalancées par les redents qui renforcent les points faibles surtout dans les immenses roses des grandes églises.

## Emploi
- Dans le réseau des fenêtres munies de vitraux du gothique flamboyant.
- En motifs ajourés dans les balustrades des triforiums[18] et des galeries[19], dans les gables[20].
- En décor plaqué sur les façades, ou sculptées sur des boiseries[21], des plafonds[22].

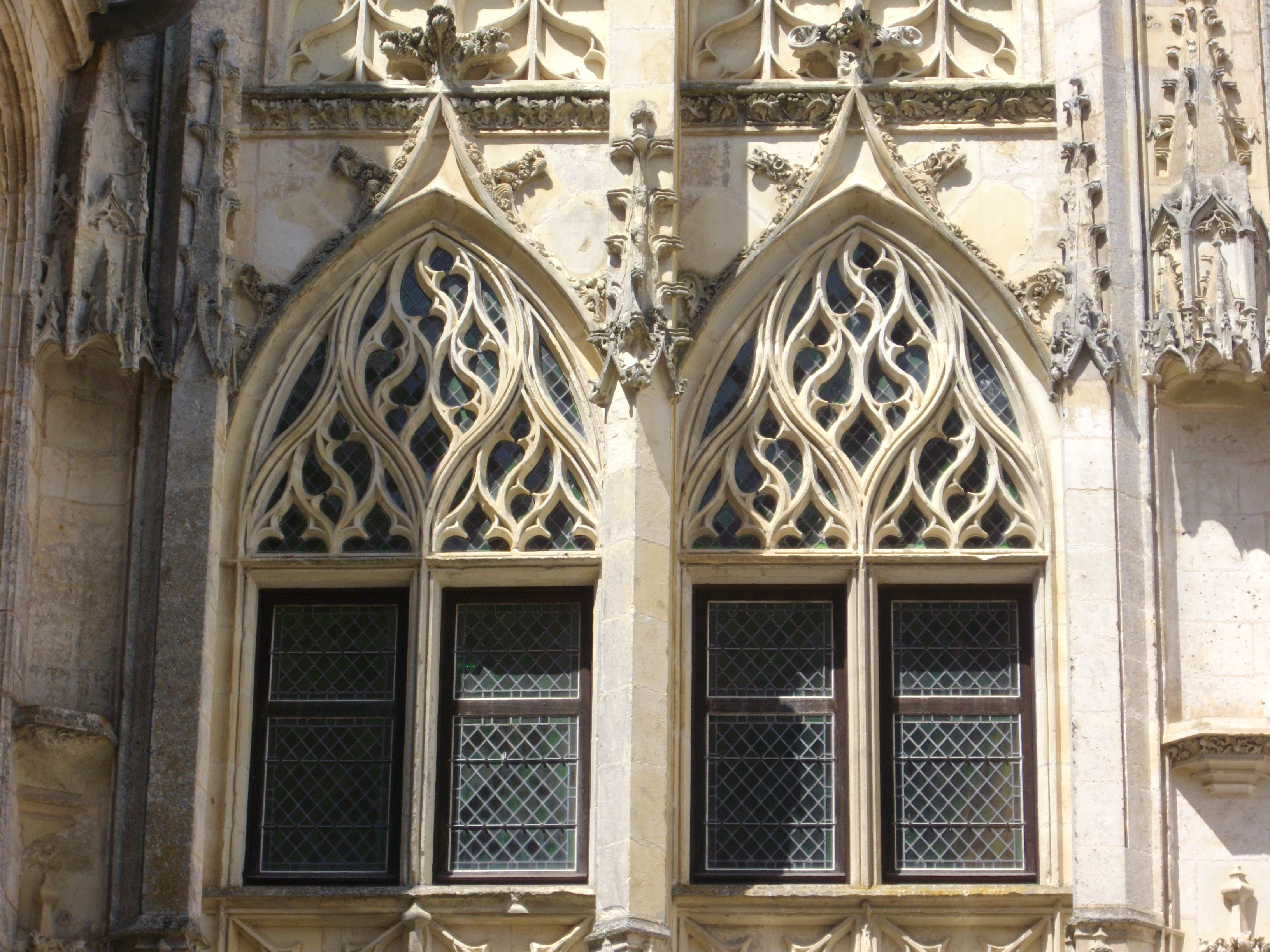
Fenêtre de l'escalier du XVe siècle entre aile Dunois et aile Longueville à Châteaudun.
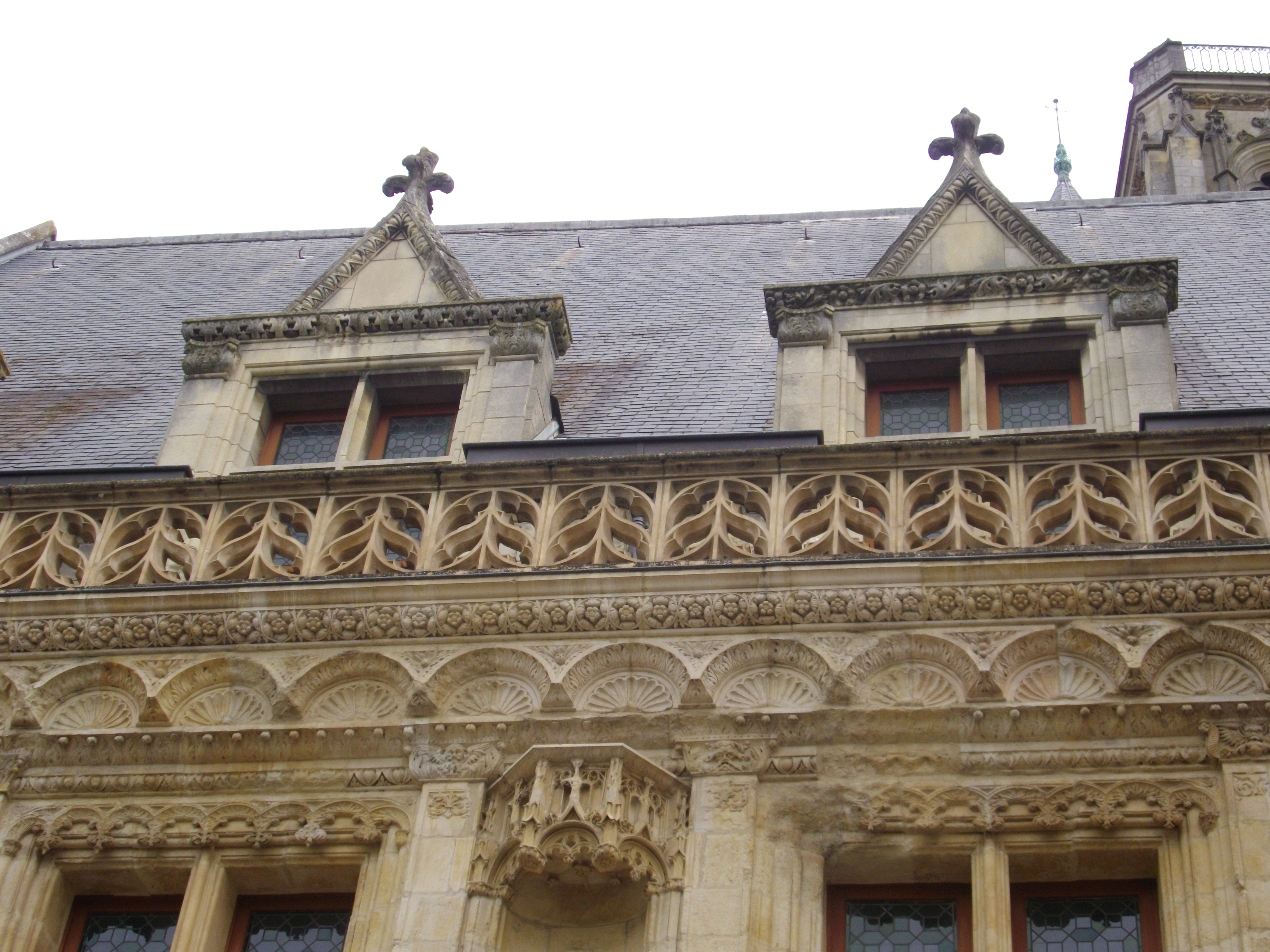
Balustrade de l'ancien hôtel de ville d'Orléans, XVe siècle.
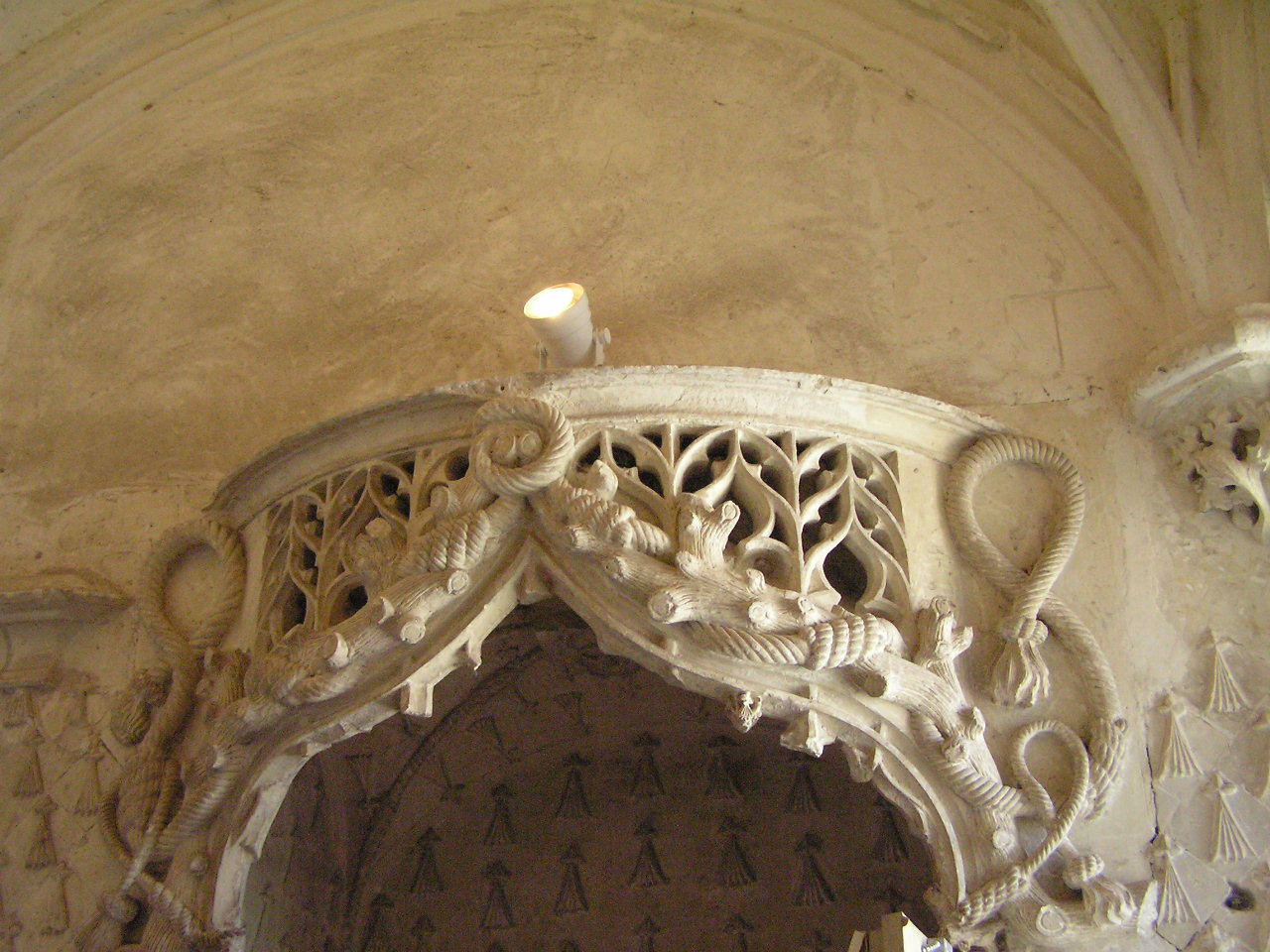
Dais à l'entrée de l'oratoire d'Anne de Bretagne à Loches, début XVe siècle.
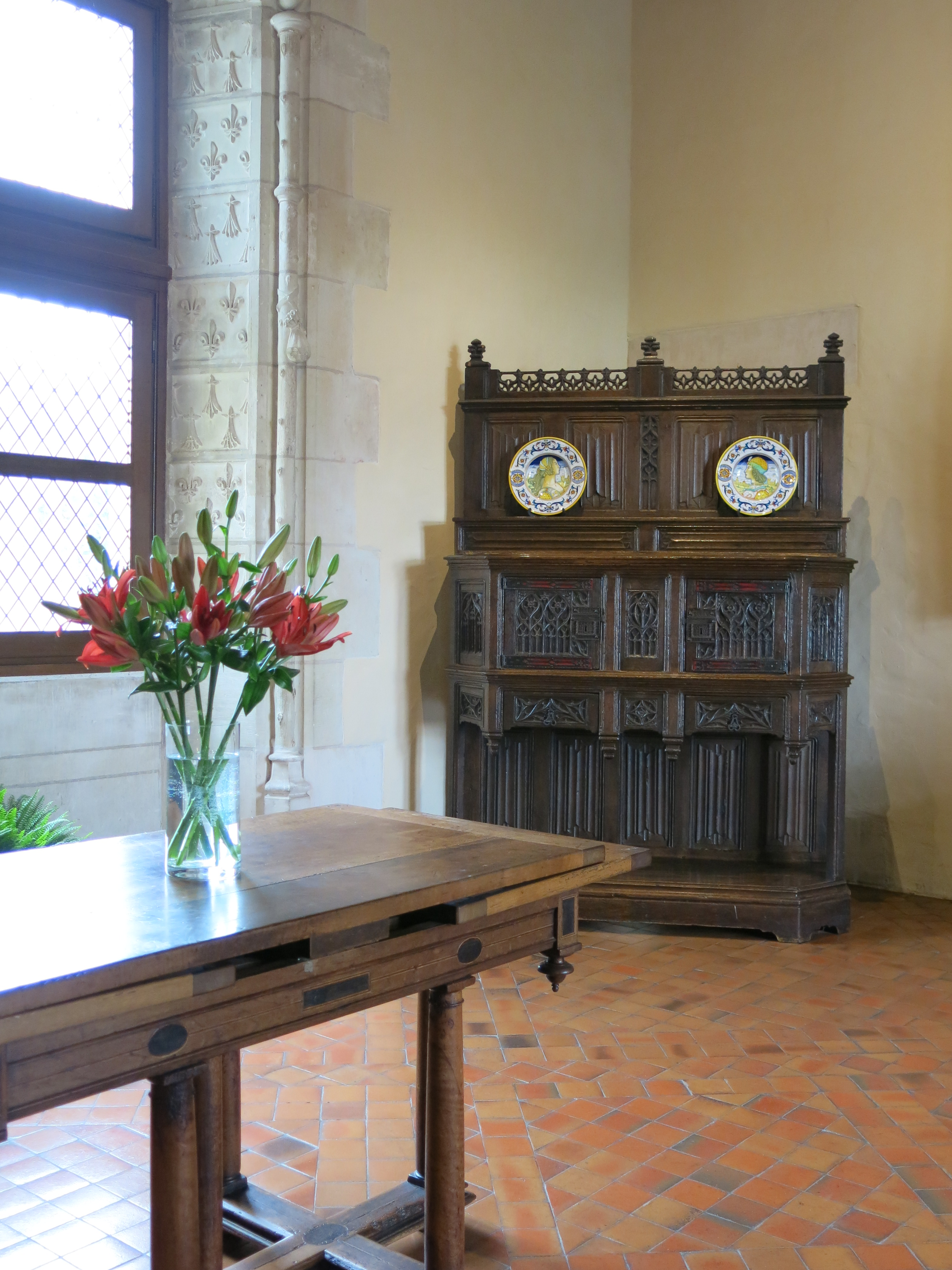
Mouchettes sculptées et ajourées, salle de l'échanson, château d'Amboise.
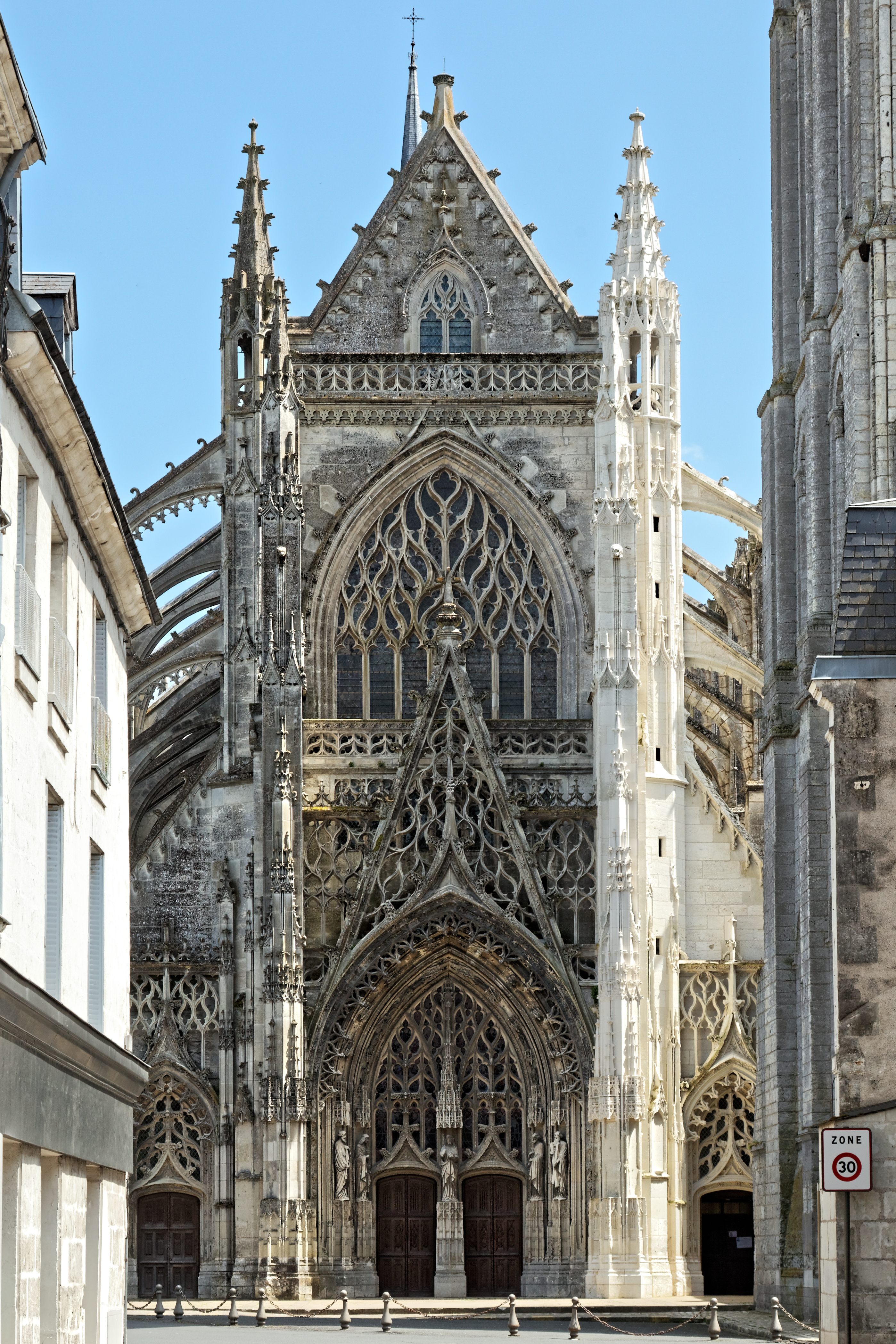
Décor ajouré du gâble et de la balustrade, en décor plaqué au-dessus des portes latérales, décor du réseau des fenêtres.

On les voit à l'intérieur autant qu'à l'extérieur des monuments religieux comme l'église Saint Vulfran d'Abbeville ou l'abbaye de la Trinité de Vendôme, la cathédrale de Sens, dont elles envahissent les façades mais aussi dans les balustrades de nombreux châteaux : Amboise, Chaumont, Fontaine-Henry, des hôtels de ville : Arras, Saint-Quentin, Compiègne ou de particuliers : hôtel d'Haussonville à Nancy.

## Association soufflet-mouchette
Dans les remplages de fenêtres, aussi bien que dans les réseaux qui contiennent des roses, les mouchettes sont associées à d'autres éléments, le plus souvent des soufflets. Ces deux éléments se marient dans les combinaisons les plus variées. Les soufflets sont presque toujours en nombre inférieur, parfois plus petits, parfois de même taille que les mouchettes. Elles accompagnent aussi d'autres formes géométriques comme des quatre-feuilles, leurs formes très souples permettant de remplir les espaces vacants.
L'association soufflet-mouchette peut être absente dans les balustrades des triforiums et des galeries où les mouchettes se combinent à des quatre-feuilles ou des trilobes, ou s'enroulent deux par deux dans un espace plus linéaire.